# Surveyor 3
Surveyor 3 was een Amerikaanse onbemande ruimtevlucht naar de Maan uit de jaren 60 van de twintigste eeuw. Het doel van de missie was maanonderzoek teneinde bemande maanlandingen mogelijk te maken.

## Specificaties

### Ontwerp
Surveyor 3 bestond uit een driehoekig frame van dunwandige aluminium buizen, dat ruimte verschafte aan de nuttige lading. De drie uitklapbare landingspoten waren uitgerust met schokbrekers om de klap van de landing op te vangen en staken 4,30 m uit. Het ruimtevaartuig was in totaal 3 meter hoog, de antenne stak een meter boven de top van het voertuig uit.

### Vluchtinstrumenten en afremming

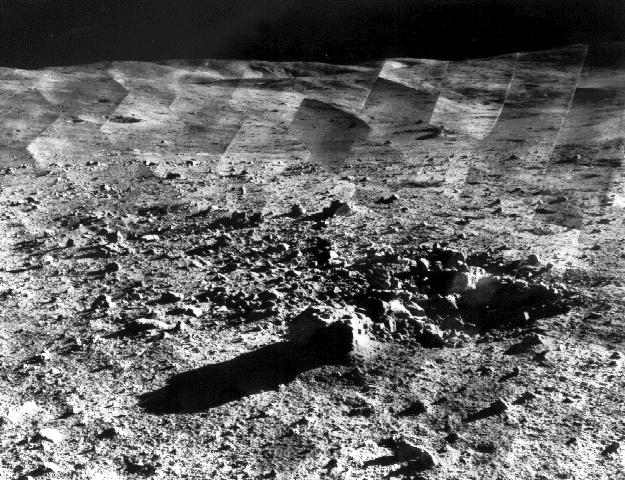
Fotomozaïek van de landingsplaats van Surveyor 7 ten noorden van de stralenkrater Tycho

Energie kreeg de sonde door een zonnepaneel met 792 zonnecellen met een oppervlakte van 0,855 m², dat maximaal 85 W vermogen opwekte, dat werd opgeslagen in oplaadbare zilver-zink-accu's. Voor communicatie met de Aarde zorgden drie antennes: een vlakke, beweegbare hooggevoelige antenne om tv-beelden over te seinen en twee in alle richtingen gevoelige conische antennes op uitklapbare stangen om commando's te ontvangen en overige gegevens te versturen. Hiervoor beschikte de verkenner over twee radiozenders en twee ontvangers.
Temperatuurregeling vond plaats met behulp van witte verf, het polijsten van de onderkant en aanbrengen van een laag die veel infraroodstraling weerkaatste.
Het toestel was uitgerust met twee hermetisch geïsoleerde compartimenten. Deze hadden thermostaten en elektrische verwarming, samen met hittegeleidende panelen en isolatiedekens. De minst gevoelige apparatuur, die de instructies en inkomende signalen verwerkte, functioneerde tussen -20° en +50 °C. Het andere compartiment herbergde de voeding en communicatieapparatuur en functioneerde tussen +5° en +50 °C.
Een Canopuszoeker, zonnesensor en gyroscopen op de drie bewegingsassen zorgden voor standregeling tijdens kruisvlucht, werkend op stikstofraketjes. Drie in stuwkracht regelbare motoren werden gebruikt voor koerscorrecties en landing. Deze hadden een regelbare stuwkracht tussen 130 en 460 N en gebruikten hydrazine, dat was opgeslagen in bolvormige tanks. Ten slotte had de verkenner een sferisch gevormde, op vaste brandstof werkende remraket, die in het midden aan de onderkant was bevestigd.
Hoogtemarkeringsradar bepaalde het tijdstip van ontbranding van de remraket en zorgden voor de eerste afremming. Nadat deze was uitgebrand, stootte de sonde zowel radar als raket af, waarna dopplerradar en radarhoogtemeters het overnamen. Deze zonden informatie naar de automatische piloot die de drie regelbare motoren bestuurde. Op 4 meter hoogte schakelden de motoren zich uit, waarna de Surveyor landde.

### Wetenschappelijke instrumenten

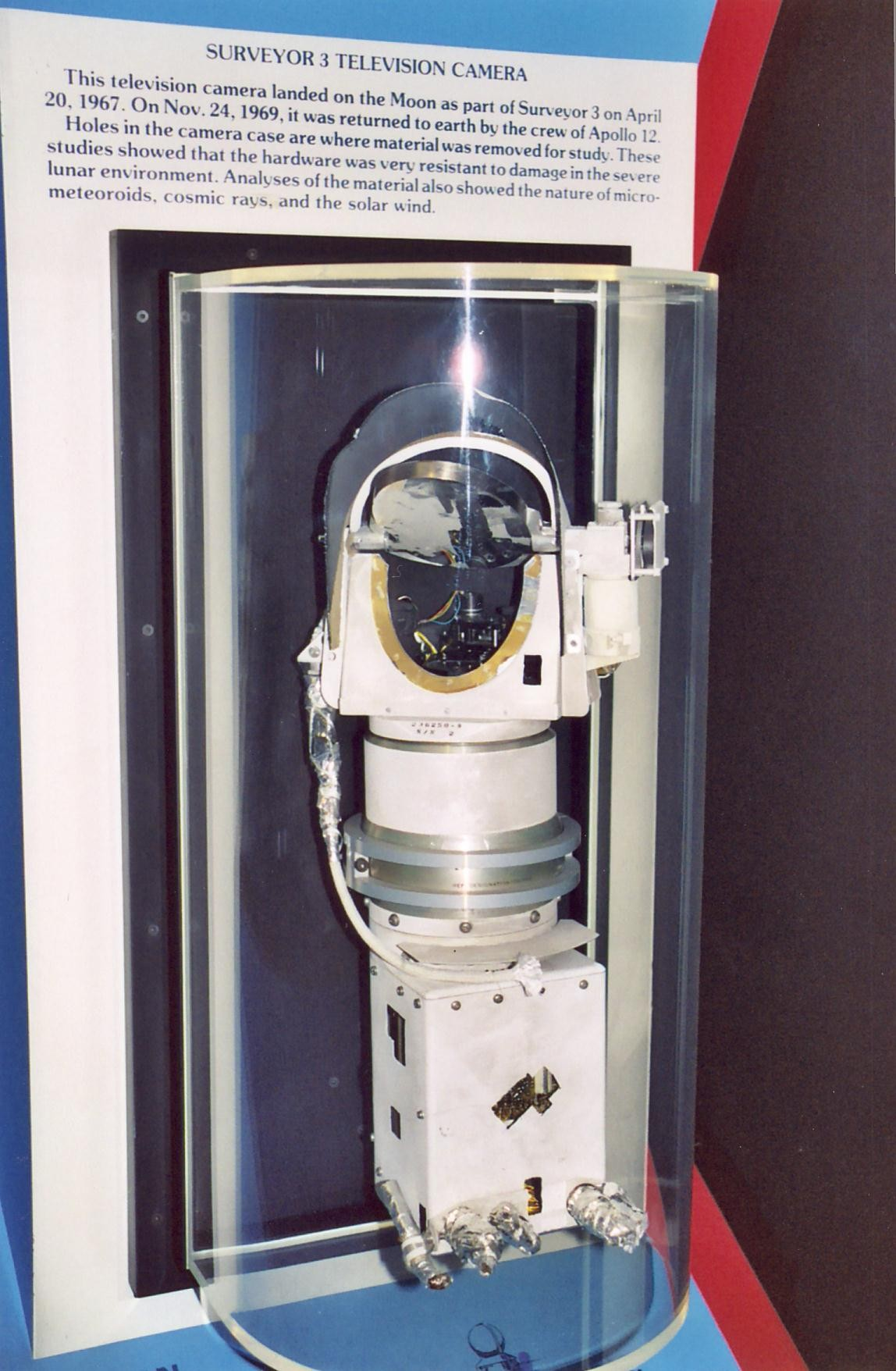
De teruggebrachte camera, waarin streptococcus mitis werd aangetroffen

De aard van de nuttige lading van de Surveyors varieerde, slechts de tv-camera was een vast onderdeel. Surveyor 3 droeg de volgende instrumenten:
- Tv-camera.
Deze beschikte over twee lenzen met een brandpuntsafstand van 100 mm en 25 mm met filters en een hoek van 16° ten opzichte van de centrale as van het vaartuig. De camera hing onder een beweegbare spiegel, kon een volledige 360° draaien en tussen +40° tot -65° omhoog of omlaag worden gericht, zodat zowel opnames van de horizon als van de bodem op zeer geringe afstand mogelijk waren. Twee hulpspiegels boden de camera blik op de bodem onder de motoren en een van de landingspoten. 
De lage resolutie van 200 beeldlijnen verzond de Surveyor via de nietrichtinggevoelige antennes en het duurde 61,8 seconden om een beeld af te tasten en vervolgens 20 seconden om te verzenden, bij een bandbreedte van 1,2 kHz. De hoge resolutie van 600 beeldlijnen seinde hij over via de richtbare antenne, waarbij het 3,6 seconden kostte om een beeld af te tasten en 1 seconde om te versturen met 220 kHz bandbreedte.
- Mechanische arm voor onderzoek naar bodemmonsters.
Deze groef en schraapte materiaal van de maanbodem. De sleuven werden gefotografeerd zodat de eigenschappen hiervan konden worden bestudeerd. De 5 cm brede onder de camera bevestigde arm was 12 cm lang en had een scherpe rand met een elekromotortje om een klein afsluitbaar schepje (diameter 3,2 cm, inhoud 100 cc) te openen en sluiten. Een kleine plaat effende de maanbodem. De arm kon maximaal 1½ m uitschuiven en 13 cm omhoog en had een reikwijdte van +40° tot -72°. Door middel van een veer en elektromotoren kon het kracht op de maanbodem uitoefenen.

Verder beschikte Surveyor 3 over thermometers en radarreflectiemeters.

### Massa
De massa van Surveyor 3 tijdens lancering was 1035 kg, na landing op de Maan was dit nog 283 kg.

## Missieverloop

### Lancering
Surveyor 3 werd gelanceerd op 17 april 1967 met een Atlas-Centaur draagraket vanaf het Cape Canaveral Air Force Station. Na vijf minuten bereikte hij een parkeerbaan op 167 km hoogte, waaruit de Centaur hem ruim 22 minuten later op weg naar de Maan schoot. Na een koerscorrectie bijna 22 uur na lancering hield de Surveyor 3 op het geplande landingsgebied aan.

### Landing

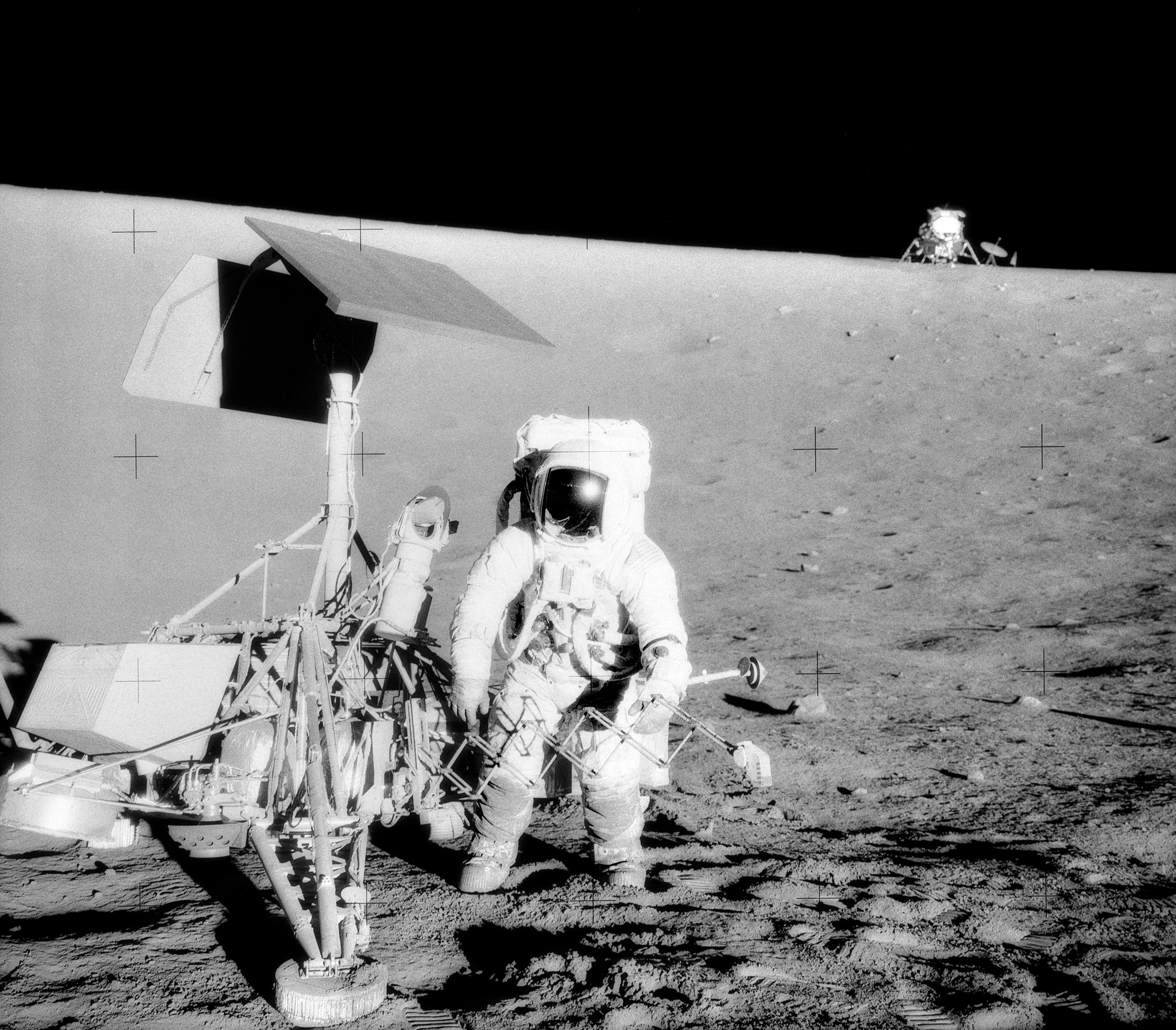
Astronauten van Apollo 12 bezoeken Surveyor 3. Op de achtergrond hun maanlander

Op 20 april naderde de robotverkenner zijn bestemming. Een half uur voor de beoogde landing kantelde de onderkant richting maanbodem. Op een hoogte van 83,7 km ontbrandden de remraket en hulpmotoren bij een aanvliegsnelheid van 9495 km/u. De remraket raakte op een hoogte van 11 km door zijn brandstof heen en Surveyor 3 wierp hem af, de snelheid bedroeg nu nog ± 500 km/u. Op de correctiemotoren daalde het toestel af tot 4,30 m hoogte bij een snelheid van 5,6 km/u. De motoren schakelden zich dan normaliter uit, waarna de Surveyor met 13 km/u een geslaagde zachte landing uitvoerde.
Tijdens deze laatste fase sprong het vaartuig diverse malen op, omdat zijn hoogteradar compleet van slag raakte. Door vreemde radarreflecties van de landingsplaats zag het de Maan plots niet meer en zette het geleidingssysteem een noodprocedure in werking, hetgeen verhinderde dat de correctiemotoren afsloegen. Daarom bleven deze na landing gewoon aanstaan, waardoor de Surveyor 3 tweemaal opveerde en tot grote opluchting van de vluchtleiding beide keren op zijn pootjes terechtkwam. De eerste keer stuiterde hij 20 meter ver, de tweede keer 11 meter. De vluchtleiding greep in en beval Surveyor 3 expliciet zijn motoren af te zetten. Dit gebeurde 34 seconden nadat het toestel voor de eerste keer neerkwam, het zweefde vervolgens nog zo'n 30 cm door voor het tot stilstand kwam.
De landingsplaats bevond zich 370 km ten zuiden van Copernicus in Oceanus Procellarum. Het scheepje stond in een 200 m brede krater met een hellingshoek van 14°, op een positie van 336,582° O en 3,015° Z. Deze hellingshoek was mede oorzaak van het ongewenste potje stuiterbal, maar leverde een onverwachte bonus op: opnames van pootafdrukken van het landingsgestel. Die leverden zo een goede indruk van de draagkracht van de maanbodem. Waarschijnlijk waren sterk reflecterende maanstenen de oorzaak van de vreemde landing.

## Wetenschappelijke resultaten

### Eerste twee weken na landing
Binnen een uur ontving NASA de eerste opnames. Bodemonderzoek begon twee dagen later. Surveyor 3 landde gedurende de maandag; het was nu zaak om zo veel mogelijk gegevens te verzamelen alvorens de bittere kou van de maannacht zijn intrede deed. De camera leverde 6326 maanbeelden op, de graafarm groef tot 18 cm diepte en functioneerde in totaal gedurende 18 uur en 22 minuten. NASA verzamelde veel nieuwe gegevens betreffende structuur, textuur en draagkracht van het maanoppervlak. Ook maakte hij opnames van de Aarde die voor de Zon langs kruiste en haar bedekte en de effecten hiervan op de gemeten temperatuur op de landingsplaats. Sommige foto's vertoonden een waas, waarschijnlijk veroorzaakt door erosie of maanstof omdat de motoren na landing bleven draaien. Alle missiedoelen waren bereikt.
De maanbodem leek qua draagkracht op vochtig strandzand. Dit betekende dat deze sterk genoeg was om een astronaut en zijn lander te dragen, zonder weg te zakken in een dikke stoflaag.

### Maannacht
Op 3 mei verdween de zon achter de horizon van de Maan en maakte het zonlicht plaats voor de duisternis en kou van de twee weken durende maannacht. Het laatste levensteken van de robotverkenner ving NASA op even na middernacht op 4 mei. Toen de zon veertien dagen later weer opkwam, gaf Surveyor 3 geen reactie meer.

### Apollo 12

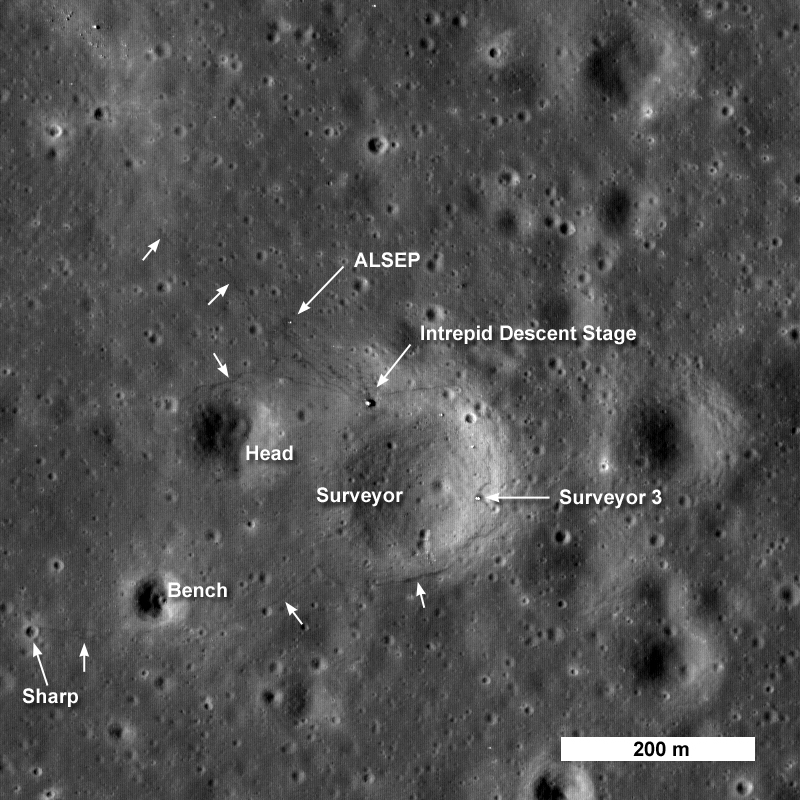
Landingsplaats, gefotografeerd door Lunar Reconnaissance Orbiter

Ruim 2½ jaar later, op 19 november 1969, landde de Apollo 12 op 180 meter afstand van Surveyor 3. Tijdens een van hun maanwandelingen demonteerden de astronauten diverse onderdelen en namen deze terug naar de Aarde, waaronder de camera, kabels, bodemmonsterschep en twee stukken van het aluminium buizenframe.

### Streptococcus mitis
Toen men deze onderdelen onderzocht, vonden onderzoekers streptococcus mitis in een stuk schuim van de camera. De Surveyor 3 was voor lancering niet gesteriliseerd en zij wilden weten hoe microben 2½ jaar in de ruimte doorkwamen. Wel tekenden enige direct betrokken onderzoekers aan, dat dit onderdeel pas na terugkeer op Aarde met de microbe kon zijn besmet. In 2011 is duidelijk geworden dat de gevonden bacteriën door de onderzoekers zelf door gebrekkige cleanroometiquette geïntroduceerd zijn en dus nooit op de Maan geweest. De camera bevindt zich nu in het Smithsonian National Air and Space Museum in Washington D.C.

### Latere jaren
De Lunar Reconnaissance Orbiter maakte in 2009 opnames van de landingsplaats van de Surveyor 3, waarop enige voetsporen van de astronauten van Apollo 12 zichtbaar zijn.
Twee jaar later vloog de LRO nogmaals over, ditmaal op lagere hoogte om betere beelden te krijgen.
Surveyor 1 · Surveyor 2 · Surveyor 3 · Surveyor 4 · Surveyor 5 · Surveyor 6 · Surveyor 7